# Camillus Raymond Umoh
Camillus Raymond Umoh (* 18. Juli 1956 in Nto Iblam) ist Bischof von Ikot Ekpene. 

## Leben
Camillus Raymond Umoh empfing am 7. Juli 1984 die Priesterweihe. Papst Benedikt XVI. ernannte ihn am 16. Juli 2010 zum Bischof von Ikot Ekpene. 
Die Bischofsweihe spendete ihm der Erzbischof von Calabar, Joseph Edra Ukpo, am 9. Oktober desselben Jahres; Mitkonsekratoren waren Augustine Kasujja, Apostolischer Nuntius in Nigeria, und Camillus Archibong Etokudoh, Bischof von Port Harcourt. 